# Day Break
(Frase ricorrente e morale della serie)
Day Break è una serie televisiva statunitense ideata da Paul Zbyszewski e andata in onda negli Stati Uniti sul canale ABC dal 15 novembre 2006 al 2 marzo 2007.
ABC ha trasmesso solo i primi sei dei tredici episodi della serie, a causa dei bassi ascolti; la serie completa è stata poi riproposta sul network TV One nel 2008.
La serie racconta le vicende del detective Brett Hopper, che un giorno viene accusato ingiustamente dell'omicidio del vice procuratore distrettuale Alberto Garza. Quello stesso giorno lo rivivrà continuamente finché non capirà come sono andate realmente le cose e svelerà l'arcano celato. In Italia la serie è stata trasmessa in prima visione dal canale pay Steel dal 26 gennaio 2008. In chiaro è passata dal 14 luglio 2008 sul canale digitale Rai 4. Dal 29 gennaio 2009 la serie viene trasmessa anche su Rai 3, che tuttavia ha interrotto la messa in onda, dopo aver trasmesso i primi 8 episodi fino al 19 marzo 2009. La serie torna infine in onda dal 16 maggio 2011 ogni domenica notte su Rai 2.

## Trama
L'intera vicenda è incentrata sul ripetersi di una giornata incubo del detective Brett Hopper.
La mattina di un giorno qualsiasi Brett si sveglia nel letto di Rita, la sua compagna, si fa una doccia, esce a prendere un caffè e salva una donna da un autobus fuori controllo. Prima di andare al lavoro il detective fa un salto nel suo appartamento, ritira la posta dalla cassetta delle lettere e sul pianerottolo viene fermato dai vicini che si lamentano degli eccessivi schiamazzi notturni del suo cane, avvertendolo anche della visita di un idraulico per riparare un ipotetico guasto. Una volta entrato in casa Brett trova l'appartamento messo a soqquadro, ma dopo l'iniziale preoccupazione accusa ingiustamente il cane dell'accaduto. Mentre ascolta i messaggi registrati nella segreteria del telefono, tra cui quello di un informatore che il detective protegge, fanno irruzione le squadre speciali che lo arrestano, con l'accusa dell'omicidio del vice procuratore distrettuale Alberto Garza, accaduto la notte precedente.
Nonostante si proclami innocente e abbia un alibi di ferro, il detective viene incastrato da una telefonata anonima e dal ritrovamento della pistola utilizzata per l'omicidio nel ripostiglio del suo appartamento.
Dopo essere stato portato in carcere, nella notte viene narcotizzato e portato in una discarica, dove un misterioso personaggio, che insiste sulle conseguenze delle proprie scelte, gli intima di accusarsi dell'omicidio altrimenti le persone a lui care faranno una brutta fine.
Capisce quindi che qualcuno sta cercando di incastrarlo, ma non riesce a capire chi e soprattutto perché.
La mattina seguente Brett si risveglia e con grande stupore si accorge di rivivere la stessa identica giornata.
Braccato dalla polizia e da una banda di criminali, Hopper scappa per provare la sua innocenza ma ogni mattina la sua giornata ricomincia da capo.
L'aspetto particolare di "Day Break" è che il protagonista rivive sempre lo stesso giorno, in cui ad ogni risveglio cerca di cambiare l'esito della giornata, contraddistinta dall'inizio (ore 6:18, lui nel letto insieme a Rita) e dalla fine (catturato e sedato in una cava, con il capo dell'organizzazione che gli dice sempre la stessa frase “Decisione, conseguenza”), lavorando sul concetto di causa / effetto e inserendo ogni volta una nuova tessera nell'intricato puzzle della vicenda.
Per fermare questo ciclo e tornare alla sua vita normale, Brett Hopper dovrà risolvere il mistero: scoprire chi ha ucciso il vice procuratore e chi ha tramato contro di lui.
Scopre, ad un certo punto, che salvando dal suicidio un suo collega ex-poliziotto e dandogli fiducia e amicizia per il futuro, il "giorno dopo" avviene una modifica. L'amico gli telefona all'improvviso e gli dice che, senza capirne i motivi, sente la necessità di tornare ad una vita normale e vuole essere accompagnato in una clinica a disintossicarsi.
A quanto pare l'unica libertà di Hopper è modificare, radicalmente, la vita di una persona e questa porterà la modifica anche negli altri "giorni"

## Personaggi e interpreti
- Brett Hopper, interpretato da Taye Diggs, doppiato da Roberto Draghetti.
Il protagonista delle serie. È un detective, sospettato numero uno dell'omicidio del vice procuratore distrettuale Alberto Garza.
- Rita Shelten, interpretata da Moon Bloodgood, doppiata da Sabrina Duranti.
È la fidanzata di Brett Hopper e infermiera in un ospedale cittadino.
- Jennifer Mathis, interpretata da Meta Golding, doppiata da Laura Romano.
È la sorella di Brett e insegna nella scuola cittadina.
- Andrea Battle, interpretata da Victoria Pratt, doppiata da Chiara Colizzi.
È la detective partner di Brett. Aiuterà il collega a capire da chi è stato incastrato.
- Damien Ortiz, interpretato da Ramón Rodríguez, doppiato da Alessandro Quarta.
È l'informatore di Brett.
- Chad Shelten, interpretato da Adam Baldwin, doppiato da Alberto Angrisano.
Lavora per gli Affari Interni ed indaga su Brett. Ex marito di Rita, tra lui e Hopper non corre buon sangue.

## Episodi
| Stagione       | Episodi | Prima TV originale | Prima TV Italia |
| -------------- | ------- | ------------------ | --------------- |
| Unica stagione | 13      | 2006-2007          | 2008            |